# Leopoldo Batres
Leopoldo Batres, (Ciudad de México, 1852-1926) fue un pionero de la arqueología moderna en México, célebre por sus excavaciones durante el Porfiriato. De profesión antropólogo y arqueólogo, Batres trabajó para el Museo Nacional entre 1884 y 1888, años en los cuales comenzó su actividad arqueológica en Teotihuacán, Estado de México, donde exhumó el Templo de la Agricultura, cerca de la Pirámide de la Luna. En 1895 recibió el encargo, junto a otros arqueólogos contemporáneos de renombre, de identificar los restos de los héroes de la independencia de México para depositarlos en lo que más tarde sería el monumento del Ángel de la Independencia. 
Otras misiones arqueológicas lo llevaron a Monte Albán y Mitla en Oaxaca en 1901-02, La Quemada, Zacatecas en 1903, Xochicalco, Morelos; la Isla de los Sacrificios, Veracruz; de nuevo Teotihuacán entre 1905 y 1910 y al centro de la Ciudad de México. Su labor no estuvo exenta de polémica, especialmente en la Pirámide del Sol de Teotihuacán, donde su excesiva labor de reconstrucción desvirtuó la Pirámide del Sol, aunque tuvo el mérito de construir el primer museo de sitio en México, el de la propia Teotihuacán. Dicho museo comenzó a construirse en 1905, pero se inauguró en 1910 con motivo del centenario de la Independencia y duraría hasta su sustitución por otro en 1963, sustituido a su vez por el actual en 1994. 
Leopoldo Batres fue hijo de Salvador Batres Arturo y de Francisca Huerta, en 1879 contrajo matrimonio con Josefa Castañeda-Nájera Escalante. Fueron padres de Salvador y de Dolores Batres Castañeda

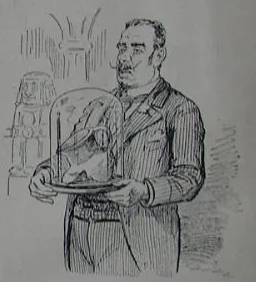
Caricatura del arqueólogo Leopoldo Batres

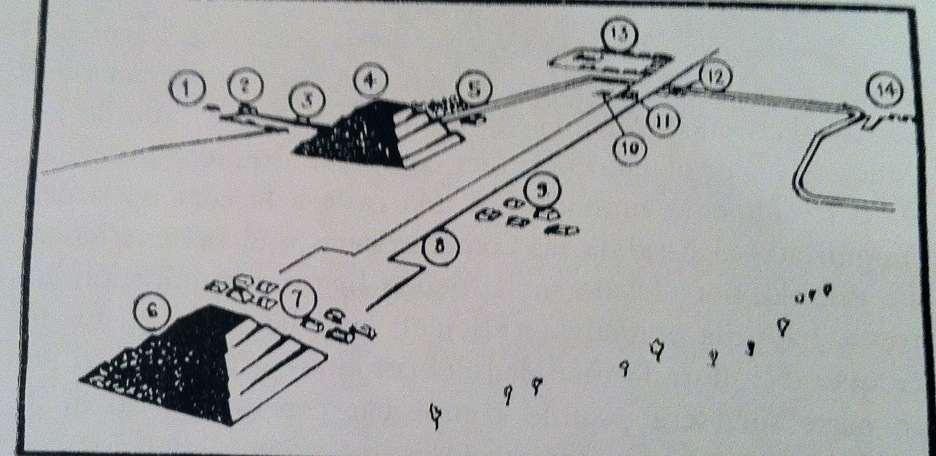
Batres trabajó en Teotihuacán, especialmente en el Templo de la Agricultura (8) y en la Pirámide del Sol (5)

## Obras publicadas
- Cartilla Histórica de la Ciudad de México (1893)
- Cuadro arqueológico y etnográfico de la República Mexicana (1885),
- La piedra del agua (1888),
- Excavaciones en la calle de las Escalerillas (1902),
- Exploraciones de Monte Albán (1902),
- Exploraciones en Huexotla, Texcoco (1904)
- El Gavilán, México (1904),
- La lápida arqueológica de Tepatlaxco (1905),
- Teotihuacán (1906).